# Q (texture)
Pour les articles homonymes, voir Q et QQ.
Q (prononcé [ˈkjuː], également orthographié Q.) est un terme de la gastronomie taïwanaise désignant une texture d'un aliment élastique.

## Description
Le terme Q est utilisé pour qualifier la qualité élastique de la texture des aliments amidonnés, tels certains types de nouilles, les perles de tapioca, les boulettes de poisson, de viande et de riz, ou les raviolis : il désigne une texture plutôt molle, mais avec néanmoins une certaine fermeté et élasticité,,,. Usuellement employé pour décrire les aliments de la cuisine taïwanaise, il s'applique aussi à d'autres produits régulièrement consommés par les Taïwanais, entre autres les mochi d'origine japonaise,.
On retrouve cette texture dans d'autres pays, sans qu'elle soit pour autant décrite sous la formulation Q. En Asie, on peut identifier cette consistance entre autres dans les tteokbokki coréens et les mochi japonais, mais aussi dans la culture occidentale avec certaines pâtes et les bonbons gélifiés.

## Étymologie
L'origine de ce terme n'est pas connue. L'une des théories avance qu'il provient du dialecte hokkien k'iu.
Il se prononce de la même manière que l'on lit la lettre Q en anglais.

## Usage du terme

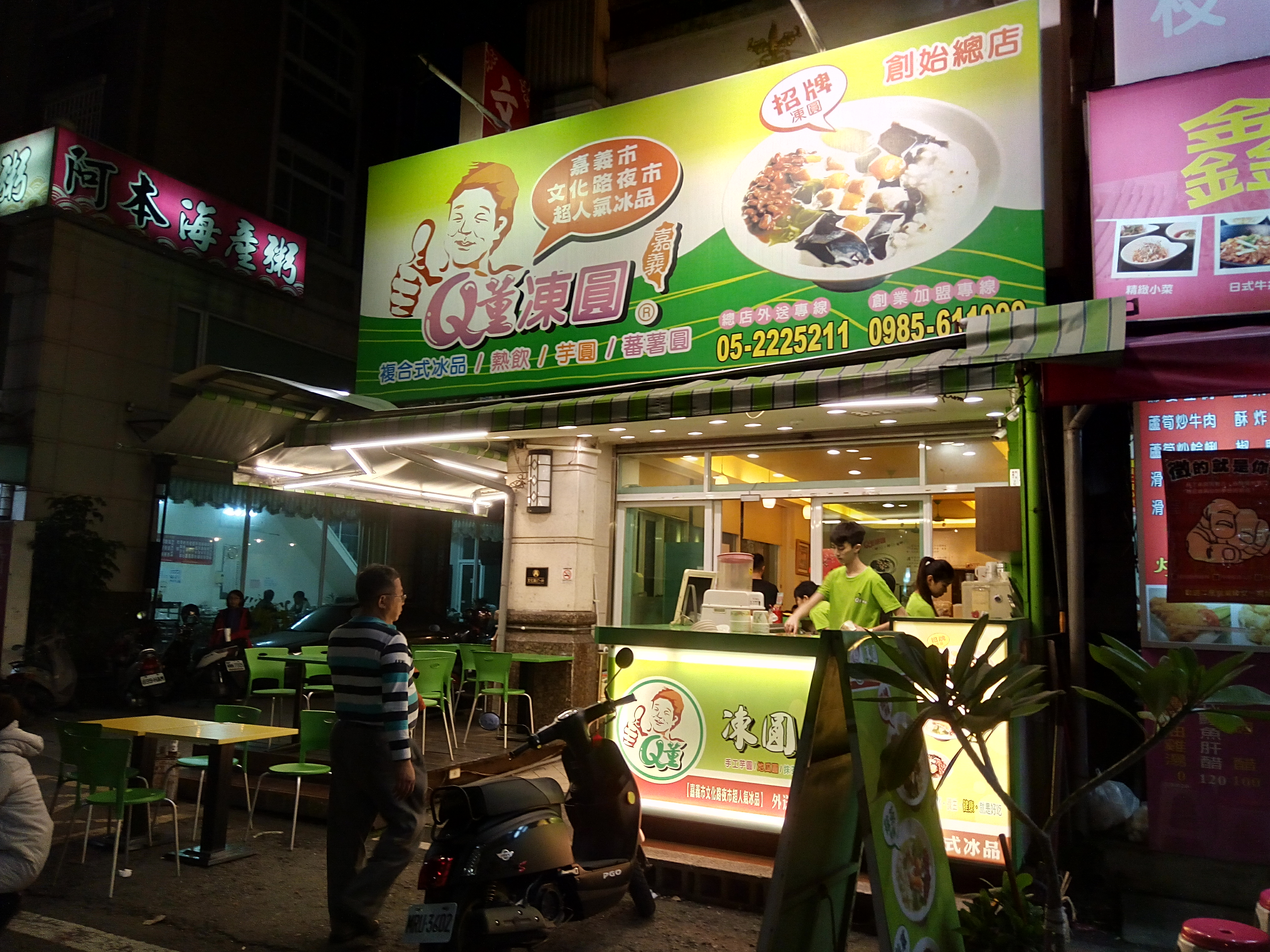
Une devanture d'un commerce taïwanais, où figure la lettre latine Q au milieu des caractères chinois.

De la même manière que les termes italien al dente et japonais umami, le concept du Q est fortement connoté au patrimoine culinaire de Taïwan, et fait partie intégrante du vocabulaire des Taïwanais. Il est utilisé de manière plus modérée à Hong Kong ainsi qu'en Chine.
Le terme QQ, également orthographié QQ., est parfois employé pour souligner une texture de qualité supérieure, voire en tant que synonyme,,.
Malgré le fait qu'il soit utilisé par des populations de culture chinoise, il n'existe pas d'équivalent en caractères chinois, et seule la lettre Q de l'alphabet latin est utilisée ; il n'est donc pas anormal de rencontrer la lettre latine au milieu des sinogrammes sur les emballages alimentaires, les menus et les façades des commerces,,.
Malgré l'exportation de produits taïwanais vers les pays occidentaux comme le thé aux perles, le terme n'y a pas pour autant intégré le vocabulaire, la texture étant étrangère aux habitudes et mœurs alimentaires locales.